# サウスブリッジ (マサチューセッツ州)
サウスブリッジ（英: Southbridge）は、アメリカ合衆国マサチューセッツ州のウースター郡にある都市。人口は1万7740人（2020年）。サウスブリッジは市の形態の政府を申請し認証されながら、その公式名には「町」を残すことを望む、マサチューセッツ州内14自治体の1つである。

## 歴史

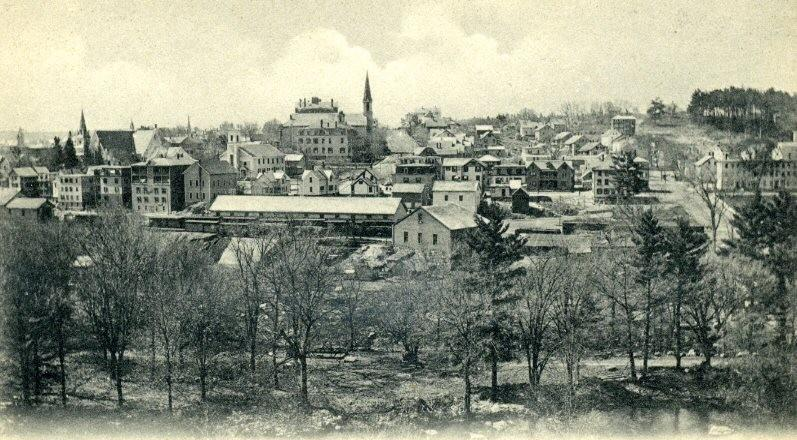
サウスの概観、1905年頃

サウスブリッジとなった地域には当初、ニプマック族とモヘガン族インディアンが住んでおり、クインボーグ川が部族間の領土を分けていた。1638年には既に、ジョン・ウィンスロップ・ジュニアが、スターブリッジの現在リードマイン道路がある場所に鉛を掘るための土地を購入した（当時鉛がある場所には、近くに銀が有るはずだと考えられていた）。
サウスブリッジに最初のヨーロッパ人が入植したのは1730年のことだった。1801年、「チャールトンの第2宗教社会」と名付けられ、一般には「オネストタウン」と呼ばれたパリッシュが、ダドリー町の西部、チャールトン町の南西部、スターブリッジ町の南東部を合わせて設立された。1816年、このパリッシュが法人化されて、サウスブリッジのタウンシップになった。初期の開拓者の中にモーゼス・マーシーが居り、現在ノートルダム教会がある場所に家屋を所有し、アメリカ合衆国下院議員に選出され、デニソン家の一員だった。クインボーグ川の水力で、18世紀のサウスブリッジは製材所や製粉所には良い場所となり、19世紀には繊維工場ができた。南北戦争後、アイルランド人やフランス系カナダ人の子孫が移民して来て、ここで働き生活した。1930年代までに、ポーランド人、ギリシャ人、イタリア人などが加わった。
サウスブリッジは光学製品を生産した長い歴史があり、「州の目」という非公式の肩書もある。ウェルズ家が経営したアメリカン・オプティカル社が世界最大の眼科用品製造者となり、その最盛期には世界中で6,000人以上を雇用した。その労働者の多くは、第二次世界大戦中にノルデン爆撃照準器を作ることや原子爆弾にも関わっていたことなど、重要な防衛産業だったので、徴兵を免れた。
1960年代初期までに、この工場町には、映画館1軒、AMラジオ局1つ、空港1つができていた。1970年代と1980年代、プエルトリコ、ラオス、ベトナムから新しい移民が到着し始め、町は現在ヒスパニック系とプエルトリコ系の人口比率が高くなっている。アメリカン・オプティカル社は1984年に閉鎖され、サウスブリッジは現在もこれら製造業の雇用が無くなったことと戦っている。

## 地理
アメリカ合衆国国勢調査局に拠れば、市域全面積は20.9平方マイル (54 km2)であり、このうち陸地20.4平方マイル (53 km2)、水域は0.5平方マイル (1.3 km2)で水域率は2.40%である。市内をクインボーグ川が流れている。
市内を通る幹線道路はマサチューセッツ州道131号線であり、中心街を通るメインストリートと呼ばれ、メインストリート東は「AOロータリー」を通り、市の東側にあるサンダーズデールのビレッジを抜けている。南北方向の道路には、イーストフォード道路とエルム通り（州道198号線）、ウースター通り・メカニック通り・ノースウッドストック道路（州道169号線）がある。
サウスブリッジは隣接する3つの町の一部を併せて作られた。すなわち西のスターブリッジ、北のチャールトン、東のダドリーである。その他に南のコネチカット州ウッドストック、イーストフォードの各町と接している。

## 人口動態
以下は2010年国勢調査による人口統計データである。
| 基礎データ - 人口: 16,719 人 - 世帯数: 7,077 世帯 - 家族数: 4,522 家族 - 人口密度: 326.4人/km2（858.9 人/mi2） - 住居数: 7,511 軒 - 住居密度: 142.4軒/km2（368.9 軒/mi2） 人種別人口構成 - 白人: 81.2% - アフリカン・アメリカン: 2.6% - ネイティブ・アメリカン: 0.5% - アジア人: 1.9% - 太平洋諸島系: 0.0% - その他の人種: 10.9% - 混血: 2.9% - ヒスパニック・ラテン系: 26.3% 年齢別人口構成 - 18歳未満: 25.4% - 18-24歳: 8.6% - 25-44歳: 30.3% - 45-64歳: 20.7% - 65歳以上: 15.1% - 年齢の中央値: 36歳 - 性比（女性100人あたり男性の人口） - 総人口: 92.8 - 18歳以上: 87.2 | 世帯と家族（対世帯数） - 18歳未満の子供がいる: 31.1% - 結婚・同居している夫婦: 43.6% - 未婚・離婚・死別女性が世帯主: 15.5% - 非家族世帯: 36.1% - 単身世帯: 29.7% - 65歳以上の老人1人暮らし: 12.1% - 平均構成人数 - 世帯: 2.41人 - 家族: 2.98人 収入と家計 - 収入の中央値 - 世帯: 33,913米ドル - 家族: 41,863米ドル - 性別 - 男性: 36,008米ドル - 女性: 25,685米ドル - 人口1人あたり収入: 18,514米ドル - 貧困線以下 - 対人口: 15.4% - 対家族数: 13.0% - 18歳未満: 25.8% - 65歳以上: 10.2% |

## 政治
サウスブリッジは、二大政党を比較すると民主党の登録有権者数が圧倒的に多いが、党派を回答しない者が半数を超えており、選挙の結果は必ずしも民主党の安泰とはならない。ウースター郡で選挙で選ばれる役人5人のうち、保安官1人は共和党員である。州議会下院議員もまた州知事委員会委員も共和党員である。アメリカ合衆国下院ではマサチューセッツ州第1選挙区に属し、2014年時点で民主党員を送り出している。

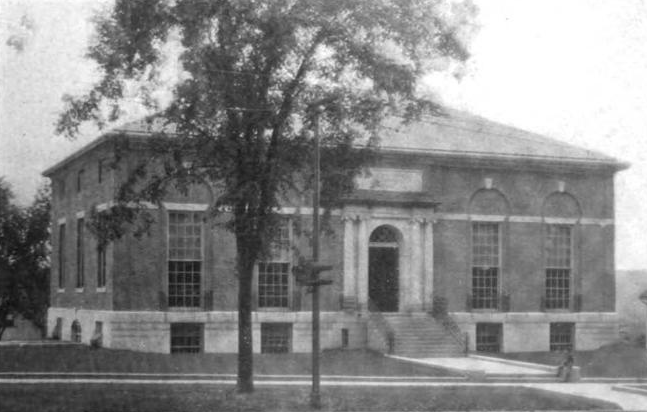
サウスブリッジ公共図書館、1915年

| 民主党   | 4,590  | 38.48% |
| 共和党   | 1,132  | 9.49%  |
| 無党派   | 6,096  | 51.11% |
| 少数政党 | 109    | 0.91%  |
| 合計     | 11,927 | 100%   |

## 図書館
サウスブリッジ公共図書館は1870年に設立された。2008会計年度で、市予算の1.03%、426,025ドルを図書館に宛てており、市民1人当たりでは25ドルほどになる。
ジェイコブ・エドワーズ図書館 はサウスブリッジの公共図書館である。マサチューセッツ州中部地域図書館システムのメンバーである。

## 教育
サウスブリッジには公立小学校が3校あり、元は「地区学校」と呼ばれ、幼稚園から5年生に対応していた。しかし、1988年から1989年の教育年から、幼稚園生と1年生はイーストフォード道路学校に、2年生と3年生がチャールトン通り学校に、4年生と5年生がウェスト通り学校に割り振られた。6年生から8年生はメアリー・E・ウェルズ・ジュニア高校に通っている。この学校は元の高校校舎を使っている。9年生から12年生はサウスブリッジ高校に通う。高校には旧コール商業学校校舎がある。チャールトン町にあるベイパス地域職業訓練高校に進学することもできる。
公立学校に加えて私立教区学校のトリニティ・カトリック・アカデミーでは幼稚園前から8年生を教えている。

## 交通
サウスブリッジ近くには、市が所有し、ジムズ・フライイング・サービスとの契約で運営するサウスブリッジ市民空港(3B0)がある。滑走路は長さ3,501フィート (1,067 m)、幅75フィート (23 m) のアスファルト舗装である。

## 見どころ
- クインボーグ・バレー芸術と人道の委員会芸術センター[11]
- ゲイトウェイ・プレーヤーズ劇場[12]
- ニューヨーク・ニューヘイブン・アンド・ハートフォード旅客鉄道駅
- サウスブリッジ・リトルリーグ[13]
- サウスブリッジ・ホテルと会議場[14]
- ウェストビル湖とレクリエーション地域[15] クインボーグ川沿いにある屋外レクリエーション地域
- ビエナ・レストラン[16]

## 著名な出身者
- ケン・ドーン - プロレスラー
- ウィリアム・マーシー - ニューヨーク州選出アメリカ合衆国上院議員、ニューヨーク州知事、アメリカ合衆国陸軍長官、同国務長官